# Château de Lenoncourt
Pour les articles homonymes, voir Lenoncourt (homonymie).
Le château de Lenoncourt est un château de la commune de Lenoncourt au cœur du département de Meurthe-et-Moselle en région Lorraine.

## Histoire
Construit au XIIIe siècle par Ferry III de Lorraine, le château est inscrit au titre des monuments historiques le 2 novembre 1979 pour divers éléments intérieurs (Escalier, la cheminée, plafond de la salle à manger, le petit et le grand salon au premier étage) et classé le 3 avril 1984 pour ses façades et toitures ainsi que pour la tour isolée dans le parc.
C'est en ce lieu que naquit le cardinal Robert de Lenoncourt en 1510.
En 1867, la famille de Lezay-Marnésia engage d'importants travaux de rénovation, dirigés par l'architecte Jean Ferdinand Corrard des Essarts.

## Architecture et décorations
Le château bénéficie, pour la singularité de son architecture, d'un classement partiel au titre des Monuments Historiques. Ses façades, sa toiture ainsi que sa tour isolée dans son parc sont les éléments jouissant de cette protection. 
Sont à l'inventaire du patrimoine mobilier des monuments historiques  : 
- escalier avec sa rampe à balustres datant du XIXe siècle ;
- la cheminée et le plafond de la salle à manger au rez-de-chaussée ;
- le petit et le grand salon au premier étage, avec leur décor en plâtre.